# Philippe II de Hanau-Münzenberg
Le comte Philippe II de Hanau-Münzenberg (17 août 1501 à Hanau – 28 mars 1529 à Hanau) est comte de Hanau-Münzenberg de 1512, jusqu'à sa mort. Il est le fils du comte Reinhard IV de Hanau-Münzenberg (en) et de son épouse, Catherine de Schwarzbourg-Blankenbourg (en).

## Régence
Philippe II de Hanau-Münzenberg n'a que 11 ans quand il hérite du comté. Un tuteur et régent est nommé pour lui et son plus jeune frère Balthasar de Hanau-Münzenberg avec un conseil de régence installé par la Chambre impériale sur la recommandation de leur mère, après qu'elle a consulté la noblesse du comté. Le conseil se compose initialement de la mère de Philippe et de son grand-oncle, le comte Jean V de Nassau-Dillenbourg. La mère de Philippe meurt en 1514, et Jean V est le seul régent jusqu'à ce qu'il meure lui-même en 1516. Après sa mort, la Chambre impériale nomme le fils de Jean, le comte Guillaume de Nassau-Dillenbourg en tant que régent. Guillaume occupe la régence pendant cinq ans, jusqu'à ce que Philippe ait été déclaré majeur en 1521, à l'âge de 20 ans.

## Règne
Pendant la régence, Hanau-Münzenberg rejoint l'association Wetterau des comtes impériaux.
La Réforme commence au cours du règne de Philippe. Cependant, elle n'est pas établie dans le comté. La Guerre des Paysans allemands s'est également produite au cours de cette période, mais seulement de façon sporadique avec des émeutes dans le comté de Hanau-Münzenberg. Le couvent Bénédictin, à Schlüchtern avait dû se mettre sous la protection de Philippe, selon différentes sources, soit à Hanau ou à Steinau an der Straße, lorsque les rebelles paysans se sont approchés de Fulda. Il y a eu des incidents dans d'autres villes du pays, par exemple dans l'Orbe, Partenstein, Preungesheim, Bornheimerberg et Niederrodenbach. Le monastère Saint Wolfgang dans la forêt de Bulau près de Hanau est dévasté.
En 1528, commence la construction d'un nouveau mur d'enceinte entourant Hanau. Elle a grandi à l'extérieur de ses murailles médiévale et un nouveau établissement a été créé autour de l'hôpital. Le nouveau mur entoure ces nouvelles parties de la ville. C'est la première mise en œuvre d'un nouveau système de défense imaginé par Albrecht Dürer. La construction dure près de 20 ans. Simultanément, le Château de la Ville de Hanau est étendu et renforcé.
Lorsque Balthasar a 20 ans, le conseil de régence décide d'opter pour la primogéniture. Un traité est rédigé. Cependant, Philippe II meurt avant que le traité ait été scellé. Cela créé un problème juridique lorsque Balthasar voulu prendre la régence du fils de Philippe, car sa renonciation à son droit à l'héritage et le règne est inclus dans ce projet de traité.

## La mort
Philippe II, comte de Hanau-Münzenberg meurt le dimanche de Pâques de 1529, à 28 ans, laissant trois enfants et une veuve enceinte. Ses obsèques ont lieu seulement un jour plus tard dans l'Église sainte-Marie, à Hanau, sans aucune pompe afin d'épargner l'état de santé de sa veuve. Le jour après les funérailles, elle donne naissance à une fille posthume Julienne.
Durant les presque 200 ans que Hanau-Münzenberg a existé, presque tous les chefs sont morts avant leur 30e anniversaire, laissant un mineur comme héritier du comté, pendant neuf générations. Le premier des neuf comtes à mourir prématurément est Reinhard III.

## Héritage
La nouvelle porte de la ville de Hanau est ornée d'un portrait, gravé dans la pierre, de Philippe et Balthasar. Le portrait est plus tard mis sur l'affichage dans le musée de la Société Historique de Hanau. Il est détruit dans un attentat à la bombe le 19 mai 1945, pendant la seconde Guerre Mondiale.

## Mariage et descendance

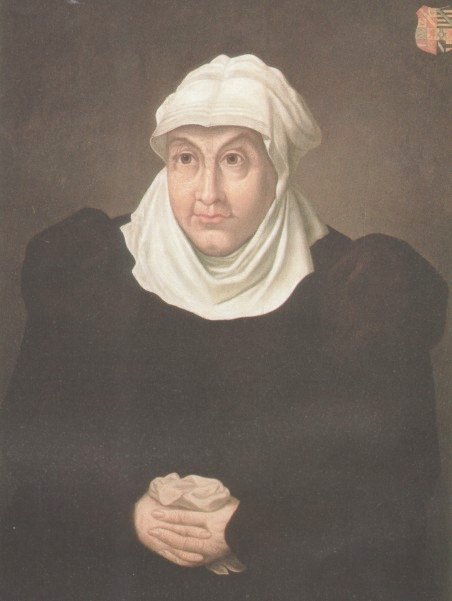
Julienne de Stolberg

Le 27 janvier 1523, Philippe II épouse la comtesse Julienne de Stolberg (15 février 1506 – 18 juin 1580). Ils ont cinq enfants:
1. Reinhard (10 avril 1524 – 12 avril 1525)
2. Catherine de Hanau (1525-1581), mariée au comte Jean IV de Wied-Runkel
3. Philippe III de Hanau-Münzenberg (en) (1526-1561)
4. Reinhard (1528-1554)
5. Julienne (1529-1595), mariée avec Thomas de Salm-Kirbourg, et après sa mort, avec le comte Herman de Manderscheid-Blankenheim

Après la mort de Philippe, Julienne épouse Guillaume de Nassau-Dillenbourg et a douze enfants.